# Styrax caudatus
Styrax caudatus är en storaxväxtart som beskrevs av Janet Russell Perkins. Styrax caudatus ingår i släktet Styrax och familjen storaxväxter. Inga underarter finns listade i Catalogue of Life.